# Clytus canadensis
Clytus canadensis là một loài bọ cánh cứng trong họ Cerambycidae.